# Сафаров, Руфат Эльдар оглы
Руфат Эльдар оглы Сафаров (11 октября 1981, Захмет, Зангибасарский район) — азербайджанский правозащитник и политический заключённый; бывший следователь. Руфат Сафаров в 2011–2015 годах работал следователем в прокуратуре Зардабского района.
20 декабря 2015 года он объявил общественности о своей отставке с должности, так как не мог больше терпеть «подавление прав и свобод людей». Через некоторое время после этого, по указанию Кямрана Алиева, начальника Главного управления по борьбе с коррупцией при Генеральной прокуратуре, против него было возбуждено уголовное дело по статье 311.3.2 Уголовного кодекса Азербайджана (получение взятки). 15 января он был арестован, а через неделю переведен под домашний арест. Даже находясь под домашним арестом, он не отступил от своей позиции и продолжал делать заявления, критикующие правительство. 8 сентября 2016 года Лянкяранский суд по тяжким преступлениям приговорил Руфата Сафарова к 9 годам лишения свободы, и он был задержан прямо в зале суда. После 2 лет и 6 месяцев заключения был освобождён указом об амнистии Президента Азербайджана от 16 марта 2019 года. После освобождения продолжил деятельность сначала в качестве общественного активиста, затем качестве правозащитника.
В июле 2020 года основал правозащитную организацию «Линия защиты» и работал её исполнительным директором. С тех пор он продолжает деятельность в сфере защиты прав человека в Азербайджане.
В декабре 2024 года он был вновь арестован по статьям 127.2.3 (умышленное причинение лёгкого вреда здоровью), 221.1 (хулиганство) и 178.3.2 (мошенничество с крупным ущербом) УК Азербайджана. Этот арест был признан местным и международным сообществом политически мотивированным. По словам Сафарова, за свою деятельность по защите прав человека он должен был получить награду от Государственного секретаря США Энтони Блинкена в США, и именно чтобы помешать этому, он был арестован.
В настоящее время он содержится в Бакинском следственном изоляторе Пенитенциарной службы Министерства юстиции.

## Ранние годы
Руфат Сафаров родился 11 октября 1981 года в поселке Захмет Зангибасарского района в семье Эльдара Сабироглу. В начале 1988 года, в результате депортации азербайджанцев из Армении, он вместе с семьей был вынужден покинуть Зангибасарский район.
В 1988–1998 годах обучался в средней школе №135 Бинагадинского района. Окончил юридический факультет Бакинского государственного университета.
В 2004–2011 годах работал юристом в Министерстве сельского хозяйства Азербайджана, специализируясь в области аграрного права. Также в эти годы был членом Наблюдательного совета Открытого акционерного общества (ОАО) «Агролизинг».
В 2011 году после прохождения трёхэтапного экзамена был принят на работу в органы прокуратуры. 1 октября 2011 года был назначен следователем прокуратуры Зардабского района. Имеет квалификацию юриста II класса. В декабре 2015 года он подал в отставку со своей должности, что привело к его аресту.

## Отставка, арест и суд (2015—2016)

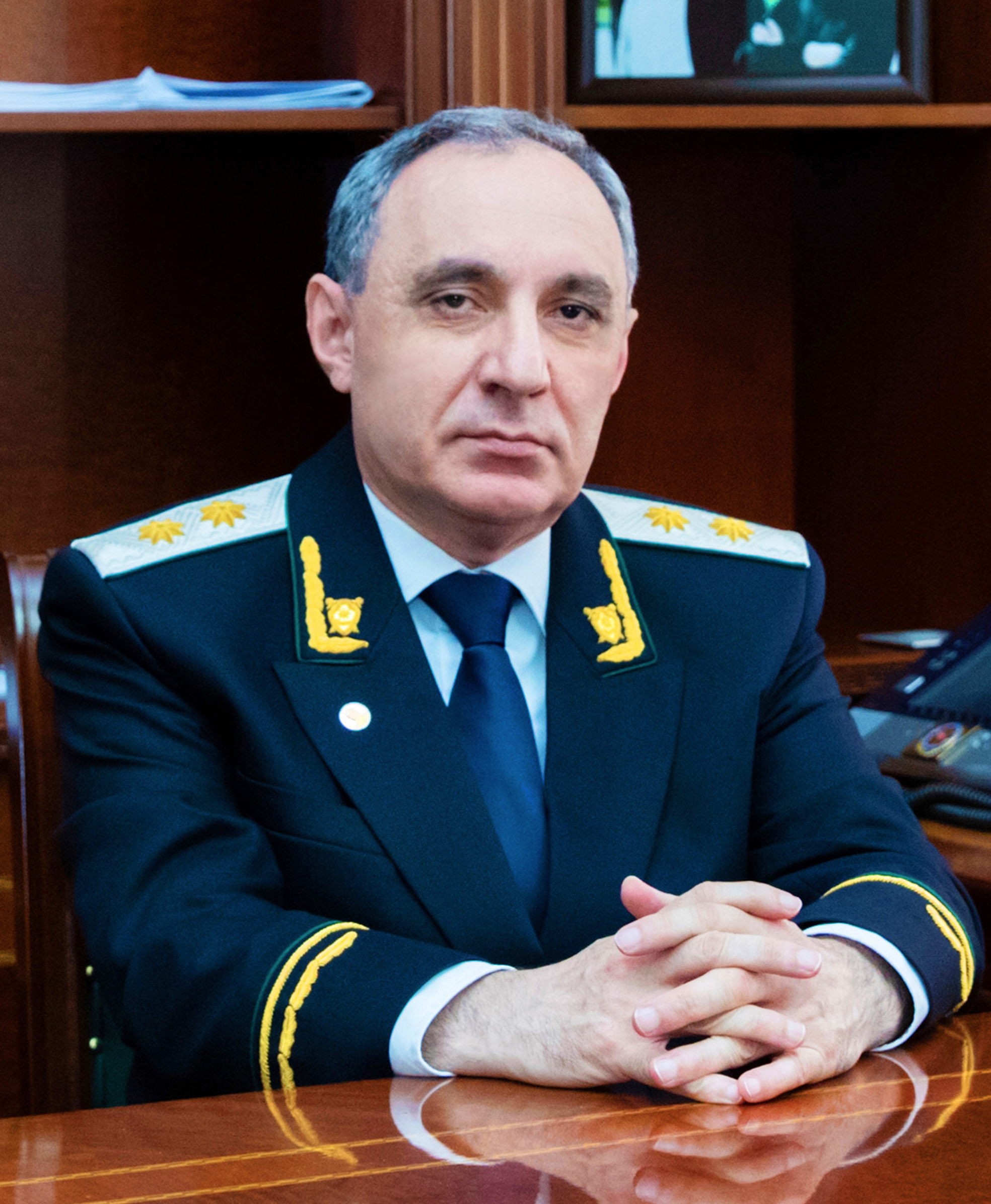
Начальник Главного управления по борьбе с коррупцией при Генеральном прокуроре Кямран Алиев.

С 2011 года Руфат Сафаров занимал должность следователя прокуратуры Зардабского района. 20 декабря 2015 года он заявил о своём уходе с этой должности и сообщил, что направил письмо об отставке генеральному прокурору Закиру Гаралову. Также он опубликовал это письмо через средства массовой информации. Впоследствии Сафаров сообщил в своих аккаунтах в социальных сетях, что будет бороться против несправедливости. Он отметил, что подал в отставку, поскольку не мог мириться с «попранием прав и свобод людей», и подчеркнул, что его взгляды «не совпадают с позицией действующего режима».
21 декабря 2015 года Генеральная прокуратура сообщила, что Руфат Сафаров был уволен из органов прокуратуры в связи с тем, что допустил действия, несовместимые со статусом прокурора или следователя, грубо нарушив требования статьи 34 Закона Азербайджанской Республики «О прокуратуре» и статей 30 и 31 Кодекса этического поведения сотрудников прокуратуры Азербайджанской Республики.
На следующий день после этого шага Сафарова — 21 декабря 2015 года — в его рабочем кабинете и по месту жительства были проведены обыски. В результате обысков были изъяты его личный компьютер, мобильные телефоны и документы. В знак протеста против произошедшего Сафаров с 21 декабря объявил голодовку.
15 января 2016 года начальник Главного управления по борьбе с коррупцией при Генеральном прокуроре Кямран Алиев на пресс-конференции заявил, что в адрес ведомства поступили различные обращения в отношении Руфата Сафарова, и в отношении него возбуждено уголовное дело по статье 311.3.2 Уголовного кодекса Азербайджана (получение взятки). Комментируя уголовное дело, Сафаров назвал обвинения предвзятыми и необоснованными, добавив, что он «не боится ни ареста, ни пыток, ни самых тяжёлых условий».

## Предварительное следствие и суд
15 января по решению Бинагадинского районного суда под председательством судьи Аббаса Рзаева в отношении Руфата Сафарова была избрана мера пресечения в виде ареста сроком на 3 месяца и 26 дней. По словам его адвоката Бахруза Байрамова, Сафаров в суде не признал предъявленные обвинения и назвал их «абсурдными и смешными». 22 января Бинагадинский районный суд заменил меру пресечения в виде ареста на домашний арест.
12 февраля Руфат Сафаров был вызван на допрос в Управление по борьбе с коррупцией при Генеральной прокуратуре. Перед допросом он сказал «Голосу Америки»: «Меня месяц не приглашали в управление, несмотря на то, что я обвиняемый, но сегодня меня пригласили в управление сразу после того, как я вчера дал интервью газете «Azadlıq»». 8 марта он опубликовал в газете «Azadlıq» статью под названием «Убийство закона» (азерб. Hüququn qətli), в которой подверг резкой критике правоохранительные органы страны и правительство.
4 мая Бинагадинский районный суд продлил срок домашнего ареста Сафарова еще на 3 месяца. Предварительное следствие по уголовному делу, которое вел следователь по особо важным делам Главного управления по борьбе с коррупцией при Генеральной прокуратуре Рашад Баширов, 27 июня было завершено, и дело было направлено в Ленкоранский суд по тяжким преступлениям для рассмотрения.

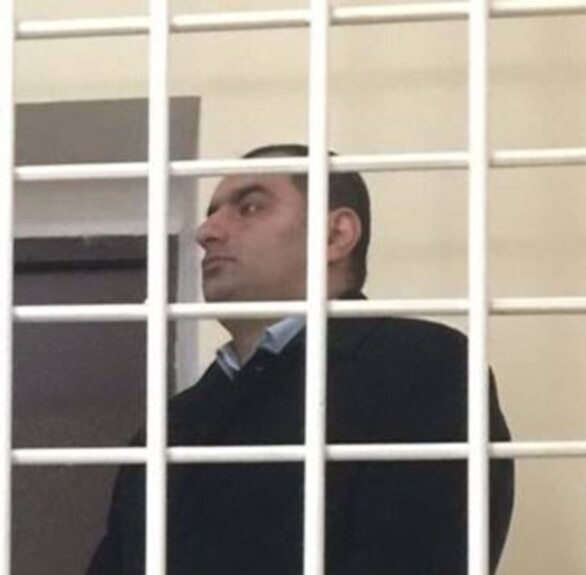
Сафаров в Бакинском апелляционном суде (2017)

25 июля в Ленкоранском суде по тяжким преступлениям под председательством судьи Асима Гаджиева состоялось подготовительное заседание по делу Руфата Сафарова. Сам Сафаров не признает обвинение и считает уголовное дело заказным. Сафаров заявил, что возбужденное против него уголовное дело является фиктивным и не имеет под собой никаких оснований. На заседании адвокат Бахруз Байрамов подал ходатайство о прекращении дела по оправдательным основаниям, однако ходатайство не было рассмотрено. Затем государственный обвинитель Айдын Алиев ходатайствовал о передаче уголовного дела в суд для рассмотрения. В результате суд вынес решение о передаче уголовного дела в суд для рассмотрения.
8 августа в судебном заседании государственный обвинитель Айдын Алиев огласил обвинительное заключение. Согласно материалам дела, в 2014 году Руфат Сафаров получил взятку в размере 1000 манатов от председателя сельского муниципалитета Алибейли (село в Зердабском районе) Эльчина Халилова, 700 манатов от ответственного сотрудника районной электросети Аламдара Аббасова, 500 манатов от сотрудника Зардабского ветеринарного управления Мансура Панахова и 3000 манатов от начальника отдела культуры и туризма Эльдениза Абдуллаева. Сафаров заявил по поводу обвинения, что это не обвинение, а клевета. Сафаров считает, что истинная причина возбуждения против него уголовного дела в том, что он подверг прокуратуру публичной критике. Он также отметил, что получил личную благодарность от генерального прокурора Закира Гаралова за хорошую работу. «Если бы я был взяточником, за что бы они меня благодарили?» — отметил Сафаров.
7 сентября в судебном заседании были допрошены свидетели. Часть свидетелей не подтвердила показания, данные ими на предварительном следствии, а другие заявили, что им не было известно о факте получения Сафаровым конкретной взятки. Несмотря на эти факты, государственный обвинитель выступил с заявлением и попросил суд приговорить Сафарова к 10 годам лишения свободы.
8 сентября состоялось последнее судебное заседание по делу Руфата Сафарова. Ленкоранский суд по тяжким преступлениям вынес приговор 9 лет лишения свободы, а Сафаров был арестован в зале суда. Адвокат Бахруз Байрамов в интервью назвал приговор «позорным». «Приговор суда был вынесен без последнего слова. Это останется в судебной истории Азербайджана как суд, вынесший приговор без последнего слова. Это большой позор», - отметил он. Сафаров, комментируя решение об аресте, сказал: «Это репрессии в отношении меня. Они просто пытаются раздавить меня под колесами репрессивной машины», - отметил он.
По решению суда Сафаров был переведен в Бакинский следственный изолятор в поселке Забрат. В октябре глава Института мира и демократии Лейла Юнус, координатор Общественного альянса «Азербайджан без политзаключенных» Огтай Гюльалиев и глава Центра мониторинга политзаключенных Эльшан Гасанов сочли арест Руфата Сафарова политически мотивированным, назвали его политзаключенным и потребовали от властей Азербайджана его немедленного освобождения. В октябре Ширванский апелляционный суд рассмотрел апелляцию на приговор Сафарову. На судебном процессе под председательством судьи Алескера Новрузова ряд ходатайств, поданных адвокатом Сафарова Бахрузом Байрамовым, не были удовлетворены, а сам Сафаров в своей речи заявил, что это несправедливый суд и что они в конечном итоге выполняют политический заказ. Согласно окончательному решению, вынесенному 22 декабря, апелляция Руфата Сафарова не была удовлетворена, и приговор в виде 9 лет лишения свободы был оставлен в силе.
В июле 2017 года была рассмотрена кассационная жалоба Руфата Сафарова. Адвокаты Бахруз Байрамов, Ялчин Иманов и Фариз Намазлы заявили, что Сафаров не виновен, что обвинения не были доказаны в ходе следствия и суда, а следствие и суды проводились с нарушениями закона. Адвокаты просили суд вынести постановление о прекращении уголовного дела и оправдании Руфата Сафарова. На судебном процессе под председательством судьи Гульзар Рзаевой Верховный суд не удовлетворил апелляцию Руфата Сафарова. В судебном заседании Сафаров заявил, что «суд будет выполнять указания режима Ильхама Алиева, независимо от его состава».

## Жестокое обращение и пытки в исправительном учреждении № 9

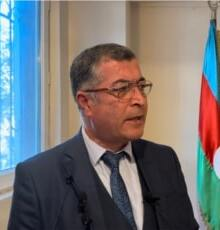
Адвокат Бахруз Байрамов

6 января 2017 года Руфат Сафаров был переведен из следственного изолятора в исправительное учреждение (колонию) № 9. После перевода в исправительное учреждение на Сафарова началось давление. По словам его отца, один из сотрудников учреждения совершил действия, унижающие личность Сафарова. Несмотря на его жалобу по этому поводу, Сафаров был признан виновным в нарушении правил внутреннего распорядка учреждения и ему был объявлен выговор. Спустя неделю, 17 января, Сафарова поместили в штрафной изолятор (ШИЗО) на 7 суток за нарушение дисциплины. По словам его адвоката Бахруза Байрамова, после перевода Сафарова в колонию № 9 рядом с ним поместили психически больного человека, который не давал Руфату спать. Когда Руфат рассказал об этом надзирателям исправительного учреждения, они оскорбили Руфата. После этого Руфат обратился с жалобой к начальнику колонии. В результате Руфата якобы поместили в штрафной изолятор на 7 суток за нарушение дисциплины.
7 марта его адвокат Бахруз Байрамов сообщил, что Руфат Сафаров был вновь помещен в карцер на 3 дня. По мнению адвоката, помещение Сафарова в карцер дважды за два месяца под разными предлогами является мобилизацией всех административных рычагов направленных на то, чтобы сломить его волю  и моральное сопротивление. По словам Байрамова, во время прогулки в колонии, некий осуждённый выдвинул против Сафарова серьезные и необоснованные обвинения, такие как «враг народа», «изменник родины» и «не имеющий права на жизнь». Сафаров обратился с жалобой на это начальнику колонии. В результате начальник колонии посчитал обоих «сторонами спора» и приговорил мужчину к 5 суткам карцера, а Сафарова — к 3 суткам. Байрамов также заявил, что, хотя Сафаров и просил лекарства, охранники отказались дать ему лекарства, поскольку «лимит лекарств» был исчерпан. Мать Сафарова, Тахира Сафарова, объявила голодовку из-за оказываемого на сына давления.
Комитет защиты прав Руфата Сафарова считает, что азербайджанская общественность, международные организации, посольства и дипломатические корпуса иностранных государств в нашей стране не должны оставаться равнодушными к моральному террору, осуществляемому в отношении Руфата Сафарова, и должны предпринять серьезные и эффективные шаги для предотвращения провокаций в его адрес.
21 сентября Руфат Сафаров объявил о начале голодовки в знак протеста против беззаконий, творящихся в исправительном учреждении № 9, бесчеловечного обращения с заключенными, пыток, необоснованного назначения «карцов», разделения заключенных на привилегированные и непривилегированные классы, превращения исправительного учреждения в коррумпированное закрытое акционерное общество. Днем позже, 22 сентября, его адвокат Бахруз Байрамов хотел встретиться с ним, но начальник тюрьмы не разрешил. Затем Байрамов заявил, что обеспокоен судьбой Сафарова и что его могут подвергнуть пыткам. Позже стало известно, что Сафаров уже в третий раз помещен в карцер на 10 суток. 4 октября, после десяти дней неопределенности, его семье удалось встретиться с ним, и выяснилось, что Сафаров подвергался жестоким пыткам. По словам его отца Эльдара Сабироглу, который рассказал «Голосу Америки», «22 сентября, после подачи им ходатайства начальнику тюрьмы о начале голодовки, группа сотрудников, в том числе заместитель начальника тюрьмы Азер Гурбанзаде напали на него, когда он выходил во двор, повалила его на землю, пинала ногами по голове, избивала дубинкой и выкрикивала оскорбления и ругательства». В свою очередь Пенитенциарная служба опровергла слова Э. Сабироглу. Пресс-секретарь Мехман Садыгов заявил, что «невозможно пытать Руфата Сафарова или любого другого человека». Адвокат Байрамов подал жалобу в прокуратуру по поводу инцидента. В результате прокуратура провела проверку по обращению в прокуратуру Хазарского района и по результатам вынесла решение об отказе в возбуждении уголовного дела.
Распоряжением Президента Азербайджанской Республики Ильхама Алиева от 16 марта 2019 года № 1049 гражданин Азербайджанской Республики Сафаров Руфат Эльдар оглу, 1981 года рождения, осужденный приговором Ленкоранского суда по тяжким преступлениям от 8 сентября 2016 года, освобожден от неотбытой части наказания.

## Правозащитная деятельность
После освобождения в марте 2019 года Руфат Сафаров начал заниматься общественной деятельностью. В социальных сетях он критиковал власти Азербайджана, их политику, деятельность правоохранительных органов.
Руфат Сафаров был задержан полицией во время акции протеста Национального совета демократических сил 19 октября 2019 года в Баку. Решением суда он был приговорен к 30 суткам лишения свободы. Во время содержания в Центре административного задержания (İHOSM) в Бинагадинском районе к нему приходили сотрудники Главного управления по борьбе с организованной преступностью МВД и угрожали возбудить против него уголовное дело. Он был освобожден 18 ноября 2019 года, отбыв наказание.
20 июля 2020 года по инициативе Руфата Сафарова и группы юристов и общественных активистов была создана новая правозащитная организация «Линия защиты». На собрании учредителей Руфат Сафаров был избран исполнительным директором «Линии защиты».
Спустя две недели после создания организации, 2 августа, Руфат Сафаров был приглашен в Следственное управление Генеральной прокуратуры. В Генпрокуратуре ему сообщили, что информация, размещенная в социальных сетях правозащитной организации «Линия защиты» о «нарушениях закона и случаях пыток», не соответствует действительности, а также вынесли официальное предупреждение. Однако Руфат Сафаров расценил этот шаг как давление, направленное на его правозащитную деятельность. Под руководством Руфата Сафарова правозащитная организация «Линия защиты» впервые заняла активную позицию в защите дела о 36 человек, большинство из которых были функционерами оппозиционной Партии Народного фронта Азербайджана (ПНФА), арестованных после акции протеста перед зданием Милли Меджлиса 14-15 июля 2020 года. Сафарова неоднократно подвергалась угрозам за свою правозащитную деятельность.
5 октября 2021 года Руфат Сафаров был задержан во время мониторинга за акцией протеста Народного фронта Азербайджана (ПНФА) перед Специализированным лечебным учреждением Пенитенциарной службы. Он был освобожден после нескольких часов содержания под стражей в 3-м полицейском участке Хазарского районного управления полиции.
23 декабря 2022 года он был задержан полицией во время наблюдения за акцией протеста, организованной группой активистов на площади Фонтанов, требующих освобождения Бахтияра Гаджиева. После нескольких часов содержания в отделении полиции Сафарова отпустили.
В 2024 году прошел стажировку в США по программе International Visitor Leadership Program (IVLP).

## Арест и суд (2024)
Руфат Сафаров был задержан 3 декабря 2024 года, около 17:00 по пути домой лицами в гражданской одежде. По словам отца Сафарова, его сын был арестован, чтобы воспрепятствовать вручению ему в США премии за защиту прав человека, которую должен был вручить госсекретарь США Энтони Блинкен. Между тем, согласно информации Пресс-службы Министерства внутренних дел, у Сафарова возник конфликт с одним лицом по поводу сделки купли-продажи земли, и по этой причине он был задержан, ведётся расследование. После задержания Руфат Сафаров был доставлен в Управление полиции Бинагадинского района. Против него были выдвинуты обвинения по статьям 221.1 (хулиганство) и 178.3.2 (мошенничество с причинением крупного ущерба) Уголовного Кодекса Азербайджана. После встречи с Сафаровым его адвокат Эльчин Садыгов заявил, что Руфат Сафаров был удостоен премии Государственного департамента США в области прав человека. «Он сказал, что через два дня Энтони Блинкен должен был вручить ему награду. Узнав об этом, азербайджанские власти сфабриковали это дело», — заявил адвокат. 4 декабря против Руфата Сафарова было выдвинуто ещё одно обвинение — по статье 127.2.3 (умышленное причинение менее тяжкого вреда здоровью при отягчающих обстоятельствах).
4 декабря в Бинагадинском районном суде под председательством судьи Айтекин Ибрагимовой было принято решение о применении к Сафарову меры пресечения в виде ареста сроком на 4 месяца. По словам адвоката Эльчина Садыгова, суду не были представлены какие-либо доказательства, подтверждающие совершение Сафаровым преступления. «Было подано лишь ходатайство о применении меры пресечения в виде ареста. Ходатайство защиты о применении меры в виде домашнего ареста отклонено. Руфат Сафаров заявил в суде, что его арест — это акт мести за его деятельность в качестве правозащитника. Он также отметил, что ожидал такой же участи, как и Эльмар Гусейнов (журналист Эльмар Гусейнов был убит в марте 2005 года перед своим домом, убийцы и заказчики до сих пор не задержаны — ред.), поэтому считает, что арест стал более мягким наказанием», — добавил адвокат.

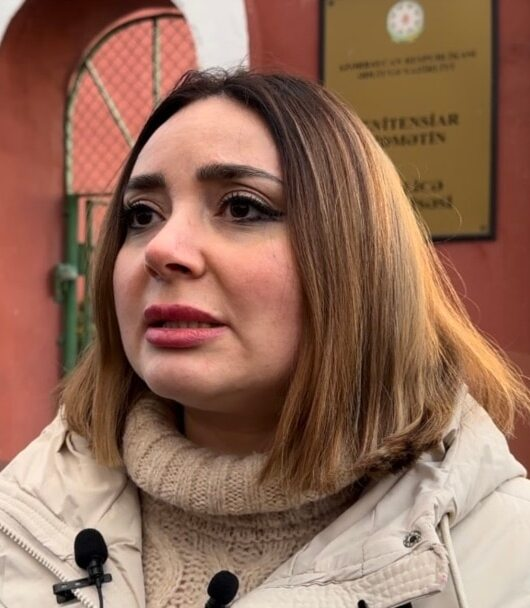
Адвокат Ровшана Рагимли заявила, что обвинения против Руфата Сафарова являются необоснованными.

Руфат Сафаров подал апелляционную жалобу на решение Бинагадинского районного суда от 4 декабря 2025 года. 11 декабря на судебном заседании в Бакинском апелляционном суде под председательством судьи Эмина Мехтиева апелляционная жалоба Руфата Сафарова был оставлена без удовлетворения, а мера пресечения в виде заключения под стражу сохранена.
25 февраля 2025 года в Бинагадинском районном суде было рассмотрено ходатайство о переводе Руфата Сафарова под домашний арест. Ходатайство было представлено адвокатами правозащитника – Эльчином Садыговым и Джавадом Джавадовым. "Мы обосновали ходатайство тем, что Руфат Сафаров имеет постоянное место жительства в Баку и оно известно следствию. С другой стороны, нет оснований для подозрений, что Сафаров может скрываться от следствия. Помимо всего прочего, нет каких-либо доказательств и улик, подтверждающих совершение им вменяемого преступления", - рассказал адвокат Садыгов. По его словам, сам Сафаров также назвал обвинение ему в "мошенничестве" ложным. "Руфат Сафаров напомнил, что в свое время ушел в отставку из органов прокуратуры в знак протеста против методов работы в этой системе. Обвинения ему в мошенничестве смехотворны", - продолжил адвокат. Однако суд не удовлетворил ходатайство.
4 марта Бакинский апелляционный суд рассмотрел жалобу на отказ в переводе Сафарова под домашний арест, поданную его адвокатами Джавадовым и Садыговым. "Никаких оснований для содержания Руфата Сафарова под стражей нет. Доказательства против него голословны, но если даже обвинение имело бы под собой какую-то почву, все равно нет необходимости заключать Сафарова под стражу. Он известный в обществе деятель, у него в Баку есть постоянное место проживания, его пребывание на свободе не представляет ни для кого угрозы. Он не считает себя виновным и намерен доказать на следствии свою правоту, поэтому не имеет целей скрыться", – рассказал его адвокат Эльчин Садыгов. Апелляционный суд проигнорировал доводы защиты и оставил жалобу без удовлетворения. Адвокат отметил, что теперь защита обратится в Европейский суд по правам человека (ЕСПЧ), чтобы хотя бы в перспективе добиться признания неправомерности заключения Сафарова.
30 июня в Бакинском суде по тяжким преступлениям прошло судебное заседание по уголовному делу Руфата Сафарова. Заседание проводилось под председательством Айгюн Гурбановой в составе с Тельманом Гусейновым и Фаридом Намазовым. В заседании были уточнены анкетные данные Сафарова. Адвокат Руфата Сафарова Эльчин Садыгов ходатайствовал о том, чтобы его подзащитный сидел рядом с ним в зале суда и чтобы мера пресечения в виде заключения под стражу была заменена на домашний арест. Суд удовлетворил ходатайство о том, чтобы Сафаров мог сидеть рядом с адвокатом, однако ходатайство о переводе под домашний арест отклонил.

## Международное внимание
Арест Руфата Сафарова вызвал неоднозначную реакцию как внутри страны, так и за её пределами, подвергшись резкой критике. Сразу после его задержания заместитель пресс-секретаря Государственного департамента США Ведант Пател, отвечая на вопросы информационного агентства «Туран», заявил, что они глубоко обеспокоены распространяющимися сообщениями о задержании правозащитника Руфета Сафарова в Азербайджане. 6 декабря, в ходе заседания Совета министров иностранных дел стран ОБСЕ, прошедшего на Мальте, Государственный секретар США Энтони Блинкен встретился с представителями гражданского общества из Азербайджана, Беларуси, Кыргызстана, России и Украины. Во время встречи правозащитник Эмин Гусейнов поднял вопрос об ухудшении ситуации с правами человека в Азербайджане, в том числе рассказал о недавнем аресте правозащитника Руфата Сафарова. Председатель Комитета по международным отношениям Сената США, сенатор от штата Мэриленд Бен Кардин также призвал правительство Азербайджана немедленно освободить Руфата Сафарова.

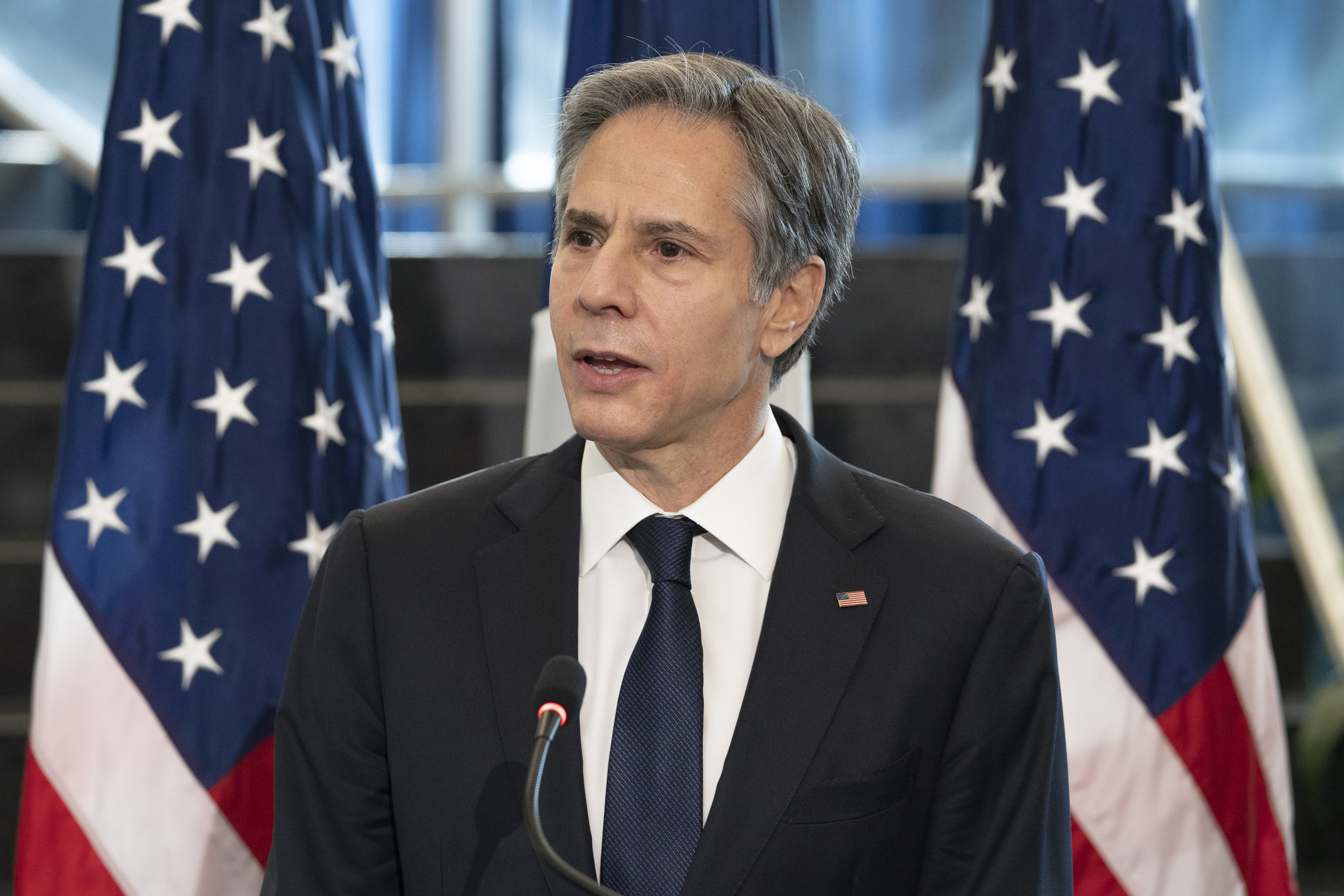
Государственный секретарь США Энтони Блинкен посвятил специальное заявление арестe Руфата Сафарова и призвал власти страны освободить

11 декабря 2024 года Государственный секретарь США Энтони Блинкен посвятил специальное заявление арестам активистов и журналистов в Азербайджане и призвал власти страны освободить их. Баку обвинил Блинкена в предвзятости, отвергнув претензии в подавлении гражданских свобод. В своем заявлении "Эскалация репрессий против гражданского общества и СМИ Азербайджана" Блинкен, в частности, упомянул Руфата Сафарова, Севиндж Вагифгызы, Азера Гасымлы, Фарида Мехрализаде, Бахтияра Гаджиева, недавно задержанных сотрудников Meydan TV "и многих других, арестованных за их работу в области прав человека". США призывают правительство Азербайджана немедленно освободить их, заявил Блинкен. "Соединенные Штаты глубоко обеспокоены не только этими задержаниями, но и усиливающимися репрессиями против гражданского общества и СМИ в Азербайджане", - подчеркивается в заявлении Государственного департамента США. МИД Азербайджана отреагировал на заявление Блинкена негативно, обвинив Госдеп США во вмешательстве во внутренние дела страны. Согласно заявлению ведомства, такое вмешательство продолжается "в течение последних четырех лет", и это время стало "потерянными годами для азербайджано-американских отношений".
Amnesty International назвала арест Руфата Сафарова по сфабрикованным обвинениям в "мошенничестве" и "хулиганстве" очередным ярким примером неустанных усилий азербайджанских властей по подавлению инакомыслия в стране и призвала немедленно освободить Сафарова.
Посол Европейского союза (ЕС) в Азербайджане Петер Михалко напомнил, что задержание Руфата Сафарова накануне мероприятия, посвящённого Дню прав человека, произошло в тех же обстоятельствах, что и арест Бахтияра Гаджиева два года назад. Посол Великобритании в Азербайджане Фергюс Олд выразил глубокую обеспокоенность в связи с задержанием Сафарова.
Лидеры оппозиции Азербайджана также охарактеризовали арест Сафарова как политически мотивированный и заявили, что он является политическим заключённым. Председатель Партии Народного Фронта Азербайджана (ПНФА) Али Керимли назвал Руфата Сафарова самым смелым и активным правозащитником страны, напомнив, что он ранее добровольно покинул службу в прокуратуре и пережил период жизни в качестве политзаключённого. Председатель партии «Мусават» Иса Гамбар осудил задержание Сафарова, подчеркнув, что он является одной из самых преданных и активных фигур в защите прав человека в Азербайджане и что его арест имеет политическую подоплёку. Председатель Политического комитета Партии Республиканская альтернатива (REAL) Натиг Джафарли заявил, что задержания и аресты граждан за их политическую и общественную деятельность в Азербайджане недопустимы. Глава Института политического менеджмента Азер Гасымлы отметил, что в стране осталось лишь считанное количество правозащитников, находящихся на свободе, и что Руфат Сафаров выделяется среди них своей смелостью и преданностью делу. Председатель Национального совета демократических сил профессор Джамиль Гасанли выразил мнение, что задержание Сафарова является результатом заранее спланированной операции, подчеркнув, что Сафаров в последние годы с настойчивостью и честностью работал над защитой прав политзаключённых.

## Премии
- В 2024 году Руфат Сафаров был удостоен премии государственного департамента США за деятельность в области защиты прав человека[91].